# جمال بلماضی
جمال بلماضی (عربی: جمال بلماضي؛ زاده ۲۷ مارس ۱۹۷۶) بازیکن سابق و مربی کنونی فوتبال اهل الجزایر است.

## پاری سن ژرمن
- سوپرجام فرانسه: ۱۹۹۵
- جام برندگان جام اروپا: ۱۹۹۶

## فردی
- مرد سال فوتبال الجزایر: ۲۰۰۱

## الدحیل
- لیگ ستارگان قطر: ۱۱–۲۰۱۰ , ۱۲–۲۰۱۱ , ۱۷–۲۰۱۶ , ۱۸–۲۰۱۷
- جام امیر قطر: ۲۰۱۶ , ۲۰۱۸
- جام ولیعهد قطر: ۲۰۱۸

## تیم قطر ب
- قهرمانی غرب آسیا: ۲۰۱۴

## تیم ملی قطر
- جام کشورهای عرب حوزه خلیج فارس: ۲۰۱۴

## تیم ملی الجزایر
- جام ملت‌های آفریقا: ۲۰۱۹